# 森本ケンタのハッピータイムRADIO♪
森本ケンタのハッピータイムRADIO♪（もりもとけんたのハッピータイムラジオ）は、RCCラジオで2007年4月から始まったラジオ番組。

## 概要
この番組では、パーソナリティの森本ケンタが、「日頃感じることや思っていること」に加え、森本ケンタ自身が行っている活動を、フリートークという形で紹介し、森本ケンタ自身が歌っている楽曲に加え、森本自身が影響を受けた曲も紹介する。

## 放送時間
- 毎週日曜 放送開始-2018年9月 21:30 - 22:00
- 毎週日曜 21:30 - 21:55（2018年10月～2020年3月）
- 毎週土曜 19:30 - 19:55（2020年4月～9月）毎週日曜 22:30 - 22:55（再放送）
- 毎週日曜 17:00 - 17:25（2020年10月～2021年3月）毎週日曜 3:55 - 4:20（土曜深夜）（2021年1月～3月）（再放送）
- 毎週土曜 13:30 - 13:55（2021年4月～9月、2022年4月～9月）
- 毎週土曜 16:00 - 16:25（2021年10月～2022年3月、2022年10月～2023年3月）
- 毎週土曜 13:00 - 13:30（2023年4月～2023年9月、2024年4月～9月）
- 毎週土曜 18:30 - 19:00（2023年10月～2024年3月）
- 毎週水曜 22:30 - 23:00（2024年10月～）

## 番組内容
- 昭和トラベラー
- お題について語るコーナー